# Brooklyn Dodgers (NFL)
I Brooklyn Dodgers sono stati una squadra di football americano della National Football League con sede a Brooklyn che disputò le stagioni dal 1930 al 1943 e quella del 1944 col nome di Brooklyn Tigers. Nel 1945, a causa di problemi finanziari, la squadra venne sciolta ed i giocatori confluirono nei Boston Yanks.

## Giocatori importanti

### Membri dellaPro Football Hall of Fame
Quello che segue è l'elenco delle personalità che hanno fatto parte dei Brooklyn Dodgers che sono state ammesse nella Pro Football Hall of Fame con l'indicazione del ruolo ricoperto nella squadra, il periodo di appartenenza e la data di ammissione (secondo cui è stato ordinato l'elenco).
- Frank Kinard, offensive tackle dal 1938 al 1944, ammesso nel 1971
- Ace Parker, quarterback dal 1937 al 1941, ammesso nel 1972
- Morris Badgro, defensive end nel 1936, ammesso nel 1981
- Benny Friedman, quarterback dal 1932 al 1934 e allenatore capo nel 1932, ammesso nel 2005.